# 稲荷神社 (埼玉県三芳町藤久保)
稲荷神社（いなりじんじゃ）は、埼玉県入間郡三芳町の神社。

## 歴史
1661年（寛文元年）に創建された。当地を所領とした旗本中山治左衛門が大坂在番した際に、所領の藤久保に稲荷神が降臨したという霊夢を見て、紀伊国の材木を送って神社を創建したのが由来である。この由来により、「木宮稲荷神社」と呼ばれるようになった。
「東乗院」が別当寺であった。東乗院は修験道本山派の寺院であったが、明治初期の神仏分離により、廃寺に追い込まれ、東乗院の僧侶は還俗して当社の神職となった。
1872年（明治5年）、近代社格制度に基づく「村社」に列せられ、1907年（明治40年）の神社合祀により、旧別当寺の東乗院の境内社だった2社を合祀した。

## 交通アクセス
- みずほ台駅より徒歩32分。